# 牛富
牛富（1238年3月6日—1273年1月29日），字明义，号耿夫。南宋霍丘（今属安徽）人。
嘉熙戊戌年二月十九日寅时生，宋度宗时，任侍卫司马军司统制。固守襄阳五年之久，后移軍樊城，任樊城都统制。咸淳九年（1273年）春正月十九日，吕文焕向元将阿里海牙投降。牛富巷战不屈，最後身受重伤，投火而死。有二子：长子牛希圣、次子牛希旦。

## 延伸阅读
[在维基数据编辑]
 《宋史·卷450》，出自脱脱《宋史》